# Chodová Planá
Chodová Planá (in tedesco Kuttenplan) è un comune mercato della Repubblica Ceca facente parte del distretto di Tachov, nella regione di Plzeň.